# 翼城东站
翼城东站是一个侯月线上的铁路车站，位于山西省翼城县王庄乡，建于1972年，目前为四等站，邮政编码为043502。目前客运：办理旅客乘降；行李、包裹托运；货运：仅办理专用线、专用铁道整车货物发到。